# 薩比尼人
薩比尼人是一個棲息於东非的肯尼亚和乌干达東部、說南尼羅諸語言說的族群。薩比尼人現時分佈於布克沃區、卡普喬魯瓦區及奎恩區這三個區。他們被視為卡伦金人的分支。

## 語言
薩比尼人講薩比尼語，屬於卡倫金語的分支。根據《民族語》的統計數字，薩比尼語在2002年人口普查中使用該語言的人數約為181,000人。

## 文化
薩比尼人過着相當簡單的生活：他們生活的主要結構以養牛業、农业及啤酒釀造為中心，所以他們的常見職業為養牛及糧食種植，工作地點視乎居住地。由於他們相當悠閒的文化，對主要社會結構的需求是有限的。一個人可以犯下的刑事罪行並不多。在薩比尼文化中，刑事犯罪分為兩個層次。最高級別是謀殺和人身攻擊，較低級別是財產或人或人群之間的重大民事糾紛。

## 位置
薩比尼人主要棲息於烏干達東部埃爾貢山的山坡上，人口約30萬人，於布克沃區、卡普喬魯瓦區及奎恩區佔有合共1,730.9平方公里的地區。當地比鄰肯尼亚，是六百萬卡伦金人的居所，而薩比尼人被認為是卡倫金人的一個分支。The Sebei, now known mainly as Sapiny, speak Kupsabiny, a Kalenjin language spoken by other smaller groups of Kalenjin stock around Mount Elgon. The Sebei and Kenyan smaller groups (Book, Kony, Mosoop, Someek, Bongomek) inhabiting the hills of Mount Elgon collectively are referred to as the 'Sabaots.。

### 烏干達的薩比尼人
根據烏干達的人口統計，薩比尼人佔人口約0.6%，即約30萬人。